# Hydropneumatiek

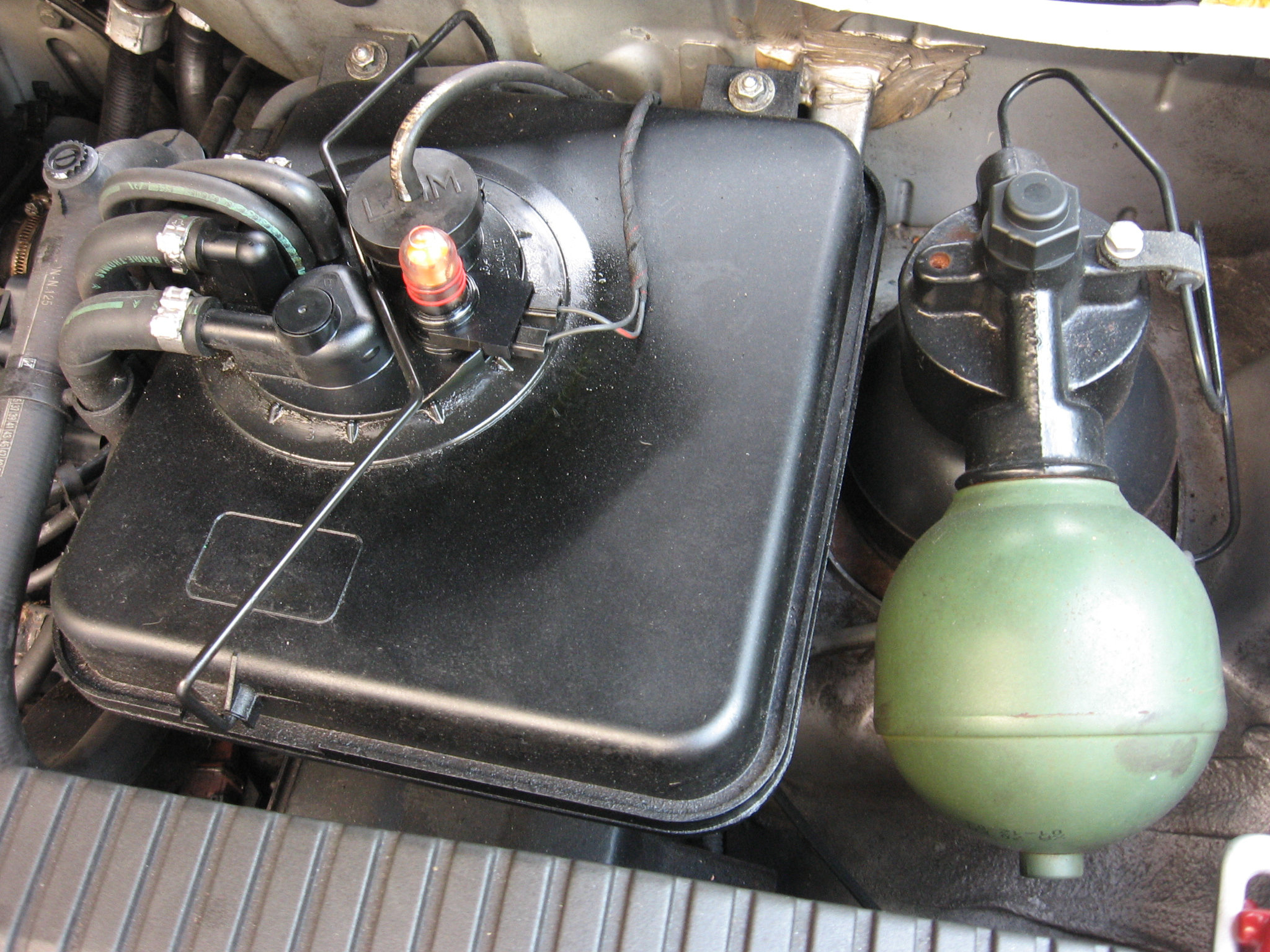
Veerbol (groen) met reservoir voor LHM (links)

Hydropneumatiek is een combinatie van hydrauliek en pneumatiek (perslucht of een ander gas onder druk). In de hydrauliek wordt gebruikgemaakt van hydropneumatiek waar opslag van druk of demping van pieken daarin vereist is.
Een zeer bekende toepassing van hydropneumatiek is het zelfregulerende veersysteem, dat is ontwikkeld door Citroën en op verschillende modellen is toegepast. Het systeem zorgt voor een zelf-corrigerende en instelbare rijhoogte, onafhankelijk van de belasting.
Citroën paste in de Traction Avant van 1954 voor het eerst een hydropneumatische vering toe op de achteras. Een volledige implementatie was aanwezig op de Citroën DS in 1955. Het is ook gebruikt op modellen van Mercedes-Benz, Rolls Royce, Bentley, Peugeot, Berliet trucks en GINAF Trucks. Deze laatste gebruikte het systeem in 2012 nog steeds op haar productiemodellen. Ook militaire voertuigen, met name tanks, hebben hydropneumatische vering.

## Citroën
Het systeem zoals het door Citroën werd toegepast, gebruikt een door de motor met een riem aangedreven pomp om de vloeistof in het integrale hydraulische systeem van de remmen, wielophanging en stuurbekrachtiging op druk te brengen. Ook de koppeling en de versnellingsbak werden op deze wijze bediend. Dit geeft meteen een nadeel van het systeem: het kost motorvermogen, wat ten koste gaat van de prestaties en het brandstofverbruik; in raceauto's wordt het dan ook niet toegepast. 

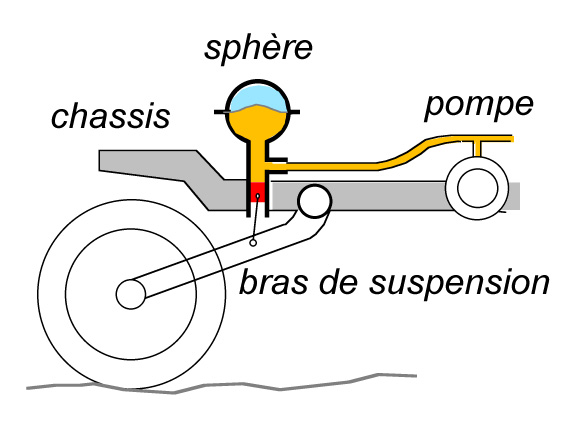

De afbeelding hiernaast toont een dwarsdoorsnede van de veercilinder, de veerbol en de pomp. Er is ook een drukvoorraadbol, die fungeert ter stabilisering van het systeem. Veerbol en voorraadbol verschillen qua constructie weinig van elkaar: beide zijn stalen bollen, voorzien van een membraan met aan de ene zijde een gas onder druk (stikstof) en aan de andere zijde de hydro-olie. De verende werking wordt verzorgd door het gas, dat samendrukbaar is en tegen het membraan drukt.
Het gas in de veerbol wordt sterker samengedrukt als de auto beladen wordt of over een hobbel rijdt, waarbij de olie (een vloeistof en dus niet samendrukbaar) slechts het overdrachtsmiddel is om de kracht, die door de wielophanging op de plunjer wordt uitgeoefend, over te brengen op het membraan in de bol. Een vernauwing aan de onderzijde van de veerbol beperkt de doorstroomsnelheid van de olie, waardoor schokdemping wordt gerealiseerd. Een afzonderlijke schokbreker is dus niet nodig.
Een dubbelwerkend ventiel zorgt voor de hoogteregeling, door meer olie toete laten vanuit de voorraadbol als de rijhoogte beneden de ingestelde waarde daalt. Als de rijhoogte boven de ingestelde waarde stijgt (bijvoorbeeld als er iemand uitstapt) laat dit ventiel olie drukloos terugstromen naar het reservoir bij de pomp.
Citroën heeft verschillende vloeistoffen gebruikt: synthetische oliën (LHS) en minerale oliën (LHM). Deze zijn niet uitwisselbaar omdat ze in het verkeerde systeem de pakkingen kunnen aantasten. De LHS voor systemen tot bouwjaar 1964 was gebaseerd op wonderolie en was sterk hygroscopisch, zodat deze bij vochtige omstandigheden voortdurend vervangen moest worden om roest te voorkomen. In de jaren zestig werd dit deels verholpen met een andere samenstelling, maar andere problemen bleven bestaan.
In de loop van de jaren zestig ging Citroën over op LHM. Dit zijn stabiele oliën met een hoge viscositeitsindex (de viscositeit is weinig temperatuurafhankelijk), een laag vloeipunt en een hoog kookpunt, goede smerende eigenschappen en goede roestbescherming doordat de olie niet hygroscopisch is.